# Myrmeleon philippinus
Myrmeleon philippinus là một loài côn trùng trong họ Myrmeleontidae thuộc bộ Neuroptera. Loài này được Navás miêu tả năm 1925.